# Carlos Eduardo Pellegrín Barrera
Carlos Eduardo Pellegrín Barrera (Santiago del Cile, 28 luglio 1958) è un vescovo cattolico cileno, dal 21 settembre 2018 vescovo emerito di Chillán.

## Biografia
Monsignor Carlos Eduardo Pellegrín Barrera è nato a Santiago del Cile il 28 luglio 1958.

### Formazione e ministero sacerdotale
Nel 1977 è entrato nella Società del Verbo Divino. Ha studiato filosofia e teologia nel Pontificio Seminario Maggiore di Santiago del Cile e nel Missionary Institute di Londra. Ha emesso la prima professione religiosa il 23 aprile 1978 e quella solenne il 25 marzo 1983.
Il 9 novembre 1985 è stato ordinato presbitero. Dal 1985 al 1995 è stato missionario in Ghana. In seguito, dal 1996 al 1999 è stato segretario delle missioni del suo ordine in Cile.

### Ministero episcopale
Il 25 marzo 2006 papa Benedetto XVI lo ha nominato vescovo di Chillán. Ha ricevuto l'ordinazione episcopale il 29 aprile successivo nella Casa del Deporte di Chillán dal cardinale Francisco Javier Errázuriz Ossa, arcivescovo metropolita di Santiago del Cile, co-consacranti il prelato di Illapel Rafael de la Barra Tagle e il vescovo emerito di Chillán Alberto Jara Franzoy.
Tra le sue prime opere ha creato un vicariato episcopale per l'istruzione, consolidando il lavoro sviluppato dal Dipartimento dell'educazione cattolica (DEC) della diocesi. Inoltre, ha portato diversi cambiamenti nella struttura della pastorale organica.
Nel 2007 è stato eletto presidente dell'area educativa e membro della commissione pastorale della Conferenza episcopale del Cile. È stato anche eletto presidente dell'Organizzazione internazionale per l'educazione cattolica (OIEC).
Nel novembre del 2008 e nel febbraio del 2017 ha compiuto la visita ad limina.
Nel maggio del 2018, come tutti i vescovi del paese, si è recato in Vaticano per discutere con papa Francesco dello scandalo degli abusi sessuali che ha colpito la Chiesa cattolica in Cile. Nel corso dell'incontro tutti i vescovi del paese hanno presentato le dimissioni per iscritto.
Monsignor Pellegrín Barrera è indagato dal procuratore Emiliano Arias per un presunto abuso sessuale di cui è stato accusato nell'agosto del 2018. Era già stato indagato nel 2011 dopo un'accusa anonima.
Il 21 settembre 2018 papa Francesco ha accettato la sua rinuncia al governo pastorale della diocesi. Dopo le sue dimissioni, ha detto che avrebbe combattuto contro le accuse legali e ha chiesto perdono "per le volte in cui non sono stato all'altezza di ciò che le mie responsabilità di pastore richiedono".

## Genealogia episcopale
La genealogia episcopale è:
- Cardinale Scipione Rebiba
- Cardinale Giulio Antonio Santori
- Cardinale Girolamo Bernerio, O.P.
- Arcivescovo Galeazzo Sanvitale
- Cardinale Ludovico Ludovisi
- Cardinale Luigi Caetani
- Cardinale Ulderico Carpegna
- Cardinale Paluzzo Paluzzi Altieri degli Albertoni
- Papa Benedetto XIII
- Papa Benedetto XIV
- Papa Clemente XIII
- Cardinale Enrico Benedetto Stuart
- Papa Leone XII
- Cardinale Chiarissimo Falconieri Mellini
- Cardinale Camillo Di Pietro
- Cardinale Mieczysław Halka Ledóchowski
- Cardinale Jan Maurycy Paweł Puzyna de Kosielsko
- Arcivescovo Józef Bilczewski
- Arcivescovo Bolesław Twardowski
- Arcivescovo Eugeniusz Baziak
- Papa Giovanni Paolo II
- Cardinale Francisco Javier Errázuriz Ossa, P. di Schönstatt
- Vescovo Carlos Eduardo Pellegrín Barrera, S.V.D.